# 55-я церемония «Грэмми»

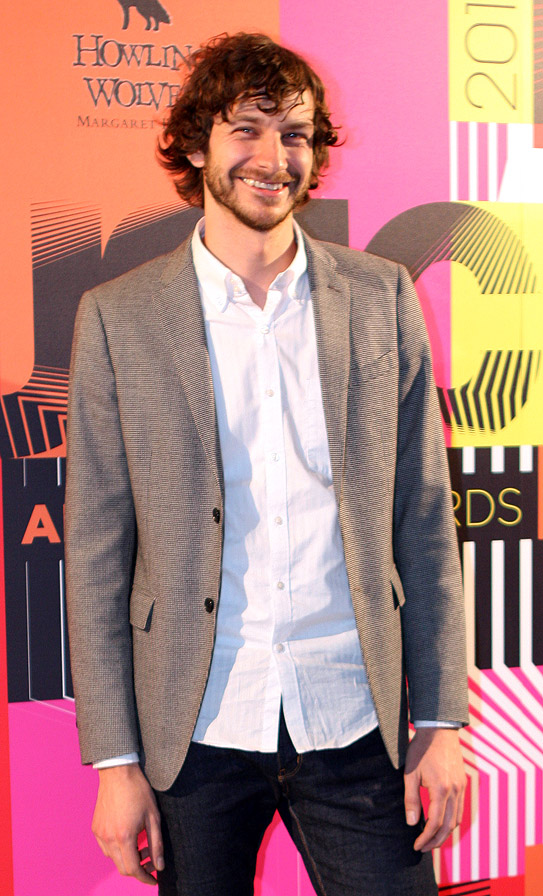
Готье получил Премию «Грэмми» за лучшую запись года за свою песню «Somebody That I Used to Know», исполненную в дуэте с певицей Кимбра

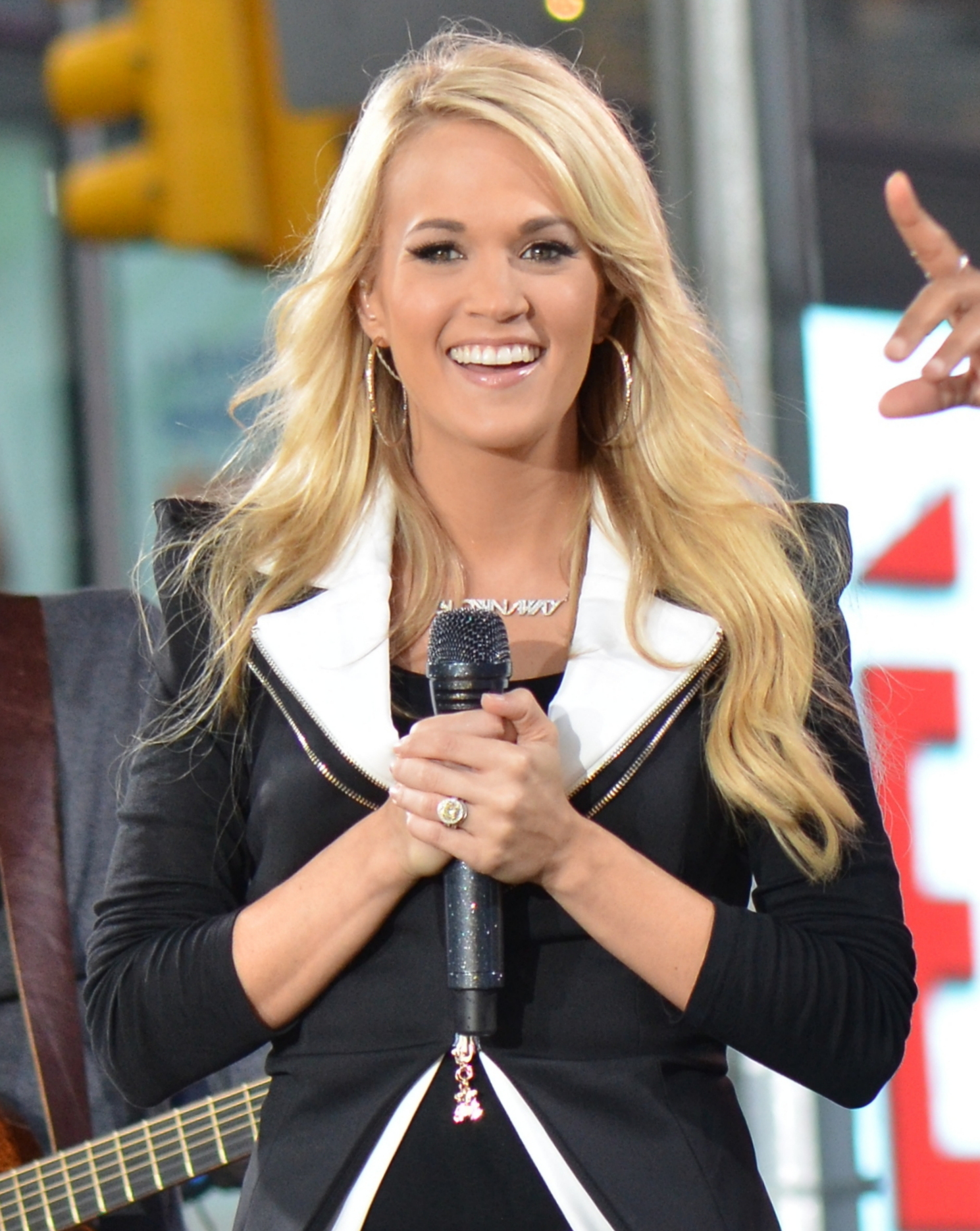
Кэрри Андервуд получила 2 награды в разделе кантри-музыки

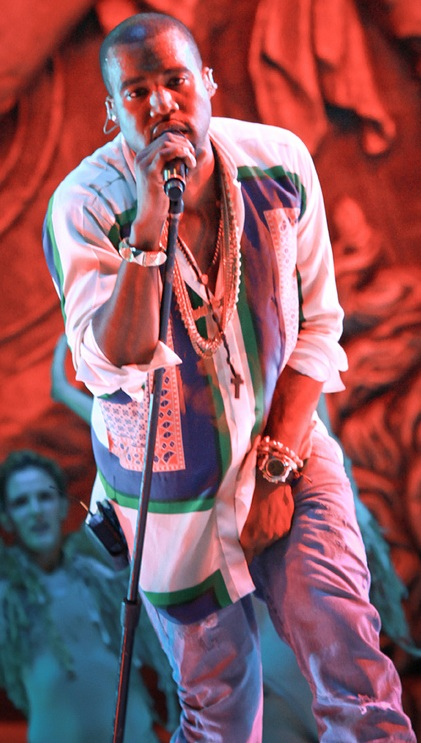
Канье Уэст получил 3 Грэмми в разделе хип-хоп-музыки

55-я ежегодная церемония вручения наград «Грэмми» состоялась 10 февраля 2013 года. Номинанты были объявлены 6 декабря 2012 года в Лос-Анджелесе. К ранее присуждаемым по 78 категориям премиям «Грэмми» добавлены 3 новые номинации — Best Classical Compendium, Best Latin Jazz Album и Best Urban Contemporary Album, что увеличило общий список наград до 81.
Больше всех наград (4) получил Дэн Ауэрбах (из них 3 вместе с The Black Keys). По 3 награды получили Jay-Z, Gotye, Skrillex, Канье Уэст. Среди получивших по 2 престижных статуэтки: Чик Кориа, Fun, Кимбра, Mumford & Sons, Фрэнк Оушен, Matt Redman и Эсперанса Сполдинг.

## Номинации
Больше всех номинаций — по шесть — получили рок-группа The Black Keys и дебютант сезона исполнитель R’n’B Фрэнк Оушен. Он номинирован в категориях «Альбом года» («Channel Orange»), «Запись года» («Thinking About You»), «Лучший дебютант», «Лучший клип» («No Church In The Wild», вместе с Джей-Зи и Канье Уэстом) и в других. Из россиян очередную номинацию получил Валерий Гергиев и Владимир Юровский. Список основных номинантов:. 29 октября 2012 года Академия звукозаписи анонсировала, что Тейлор Свифт будет соведущей концерта номинантов вместе с кантри-певцом Люком Брайаном.
В этом году в очередной раз повторилась необычная закономерность, когда исполнитель, номинированный на все 4 основные категории (Лучший новый исполнитель, Альбом года, Запись года, Песня года) в итоге становился Лучшим новичком года. Ранее в 7 из 8 таких случаев (это были Бобби Джентри, Кристофер Кросс, Синди Лопер, Трейси Чэпмен, Мэрайя Кэри, Пола Коул и Эми Уайнхаус) именно так и было. Единственным неудачником в этом ряду стала Индия Ари Симпсон, проигравшая в 2002 году другому новичку (певице Алиши Киз, как и все 7 своих в тот год номинаций). А в этом году группа Fun, номинированная во всех четырёх основных категориях, в итоге также стала лучшей из всех новых исполнителей.

### Специальные награды
Американский рок-певец Брюс Спрингстин назван лауреатом в категории Персона года «MusiCares», за активную благотворительную деятельность. Награду он получит 8 февраля 2013 года на 23-м Grammy Benefit Gala в центре Los Angeles Convention Center, за две ночи до официальной главной церемонии.
Grammy Lifetime Achievement Award
- The Who
- Гленн Гульд
- Чарли Хейден
- Lightnin' Hopkins
- Кэрол Кинг
- Патти Пейдж
- Рави Шанкар
- The Temptations

Персона года «MusiCares»
- Брюс Спрингстин

### Основная категория
Запись года
- «Somebody That I Used to Know» — Готье при участии Кимбра (победитель)
 Wally de Backer, продюсер; Wally de Backer & François Tétaz, звукоинженеры; William Bowden, мастеринг-инженер
  - «Lonely Boy» — The Black Keys
 The Black Keys & Danger Mouse продюсеры; Tom Elmhirst & Kennie Takahashi, звукоинженеры; Brian Lucey, мастеринг-инженер
  - «Stronger (What Doesn't Kill You)» — Келли Кларксон
Грег Кёрстин, продюсер; Serban Ghenea, John Hanes, Greg Kurstin & Jesse Shatkin, звукоинженеры; Chris Gehringer, мастеринг-инженер
  - «We Are Young» — Fun при участии Жанель Монэ
Jeff Bhasker, продюсер; Jeff Bhasker, Andrew Dawson & Stuart White, звукоинженеры; Chris Gehringer, мастеринг-инженер
  - «Thinkin Bout You» — Фрэнк Оушен
 Фрэнк Оушен, продюсер; Jeff Ellis, Pat Thrall & Marcos Tovar, звукоинженеры; Vlado Meller, мастеринг-инженер
  - «We Are Never Ever Getting Back Together» — Тейлор Свифт
Max Martin, Shellback & Тейлор Свифт, продюсеры; Serban Ghenea, звукоинженеры; Tom Coyne, мастеринг-инженер

Альбом года
- Babel — Mumford & Sons (победитель)
Markus Dravs, продюсер; Robin Baynton & Ruadhri Cushnan, звукоинженеры; Bob Ludwig, мастеринг-инженеры
  - El Camino — The Black Keys
The Black Keys & Danger Mouse, продюсеры; Tchad Blake, Tom Elmhirst & Kennie Takahashi, звукоинженеры; Brian Lucey, мастеринг-инженер
  - Some Nights — Fun
Janelle Monáe, featured artist; Jeff Bhasker, Emile Haynie, Jake One & TommyD, продюсеры; Jeff Bhasker, Pete Bischoff, Jeff Chestek, Andrew Dawson, Emile Haynie, Manny Marroquin, Sonny Pinnar & Stuart White, звукоинженеры; Chris Gehringer, мастеринг-инженер
  - Channel Orange — Фрэнк Оушен
André 3000, John Mayer & Earl Sweatshirt, featured artists; Om’Mas Keith, Malay, Frank Ocean & Pharell, продюсеры; Calvin Bailif, Andrew Coleman, Jeff Ellis, Doug Fenske, Om’Mas Keith, Malay, Frank Ocean, Philip Scott, Mark «Spike» Stent, Pat Thrall, Marcos Tovar & Vic Wainstein, звукоинженеры; Vlado Meller, мастеринг-инженер
  - Blunderbuss — Джек Уайт
Джек Уайт, продюсер; Vance Powell & Jack White, звукоинженеры; Bob Ludwig, мастеринг-инженер

Песня года
- «We Are Young» (победитель)
Джек Антонофф, Jeff Bhasker, Andrew Dost & Nate Ruess, авторы (Fun при участии Janelle Monae)
  - «The A Team»
Эд Ширан, автор (Ed Sheeran)
  - «Adorn»
Miguel Pimentel, автор (Miguel)
  - «Call Me Maybe»
Tavish Crowe, Carly Rae Jepsen & Josh Ramsay, авторы (Carly Rae Jepsen)
  - «Stronger (What Doesn't Kill You)»
Jörgen Elofsson, David Gamson, Грег Кёрстин & Ali Tamposi, авторы (Келли Кларксон)

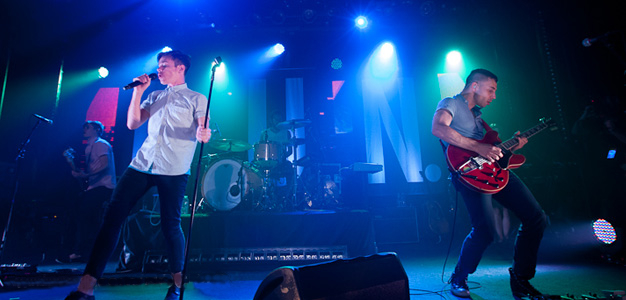
Лучший новый исполнитель, группа Fun.

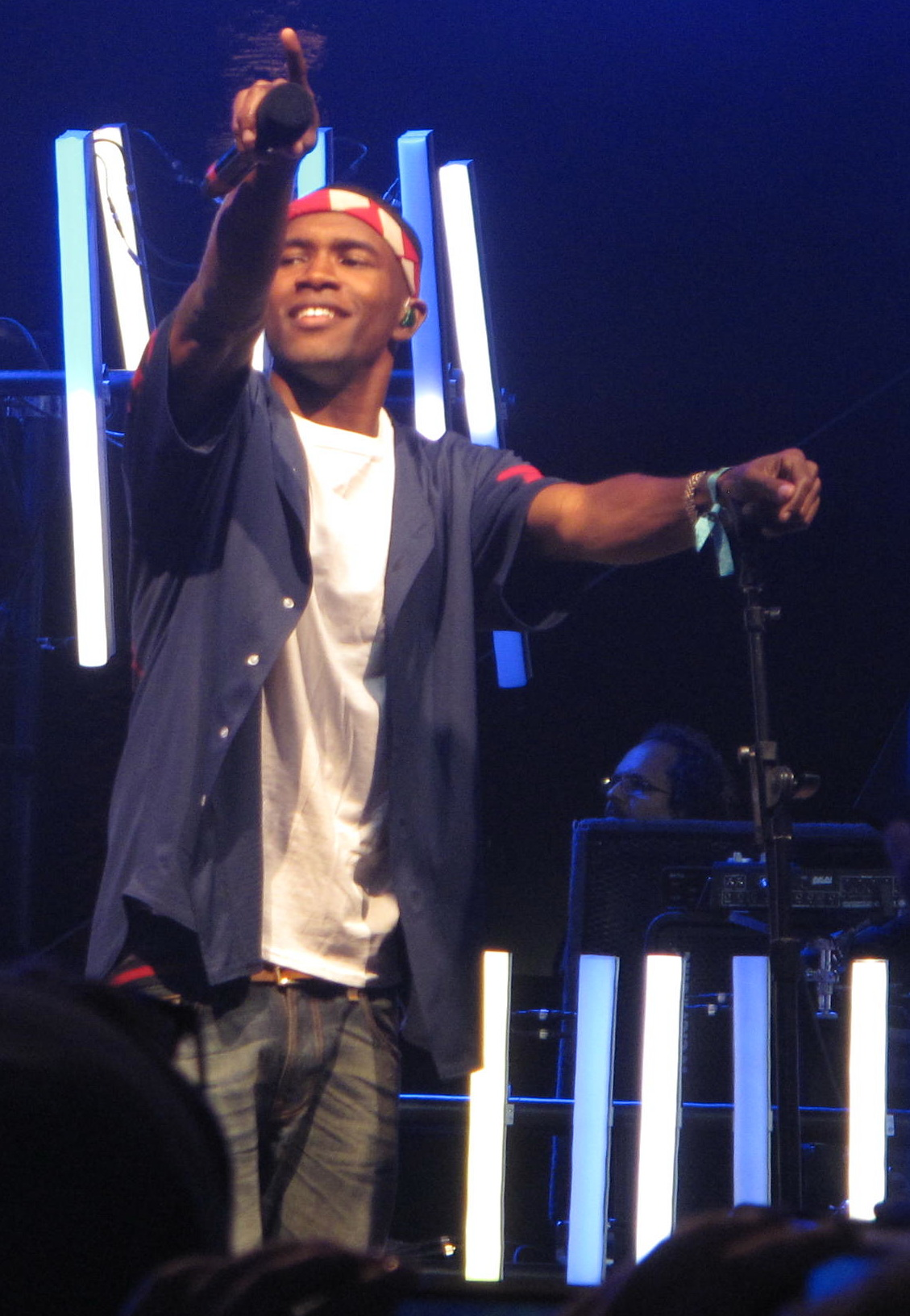
Фрэнк Оушен, получивший 2 Грэмми из 6 номинаций

Лучший новый исполнитель
- Fun (победитель)
  - Alabama Shakes
  - Хантер Хейз
  - The Lumineers
  - Фрэнк Оушен

### Поп
Лучшее сольное исполнение поп-композиции
- «Set Fire to the Rain» (Live) — Адель
  - «Stronger (What Doesn't Kill You)» — Келли Кларксон
  - «Call Me Maybe» — Карли Рэй Джепсен
  - «Wide Awake» — Кэти Перри
  - «Where Have You Been» — Рианна

Лучшее исполнение поп-композиции дуэтом или группой
- «Somebody That I Used to Know» — Готье при участии Кимбра
  - «Shake It Out» — Florence and the Machine
  - «We Are Young» — Fun при участии Жанель Монэ
  - «Sexy and I Know It» — LMFAO
  - «Payphone» — Maroon 5 при участии Wiz Khalifa

Лучший инструментальный поп-альбом
- Impressions — Chris Botti
  - 24/7 — Gerald Albright & Norman Brown
  - Four Hands & a Heart Volume One — Ларри Карлтон
  - Live at tBlue Note Tokyo — Дэйв Коз
  - Rumbadoodle — Arun Shenoy

Лучший вокальный поп-альбом
- Stronger — Келли Кларксон
  - Ceremonials — Florence and the Machine
  - Some Nights — Fun
  - Overexposed — Maroon 5
  - The Truth About Love — P!nk

### Рок
Лучшее исполнение рок-композиции
- «Lonely Boy» — The Black Keys
  - «Hold On» — Alabama Shakes
  - «Charlie Brown» — Coldplay
  - «I Will Wait» — Mumford & Sons

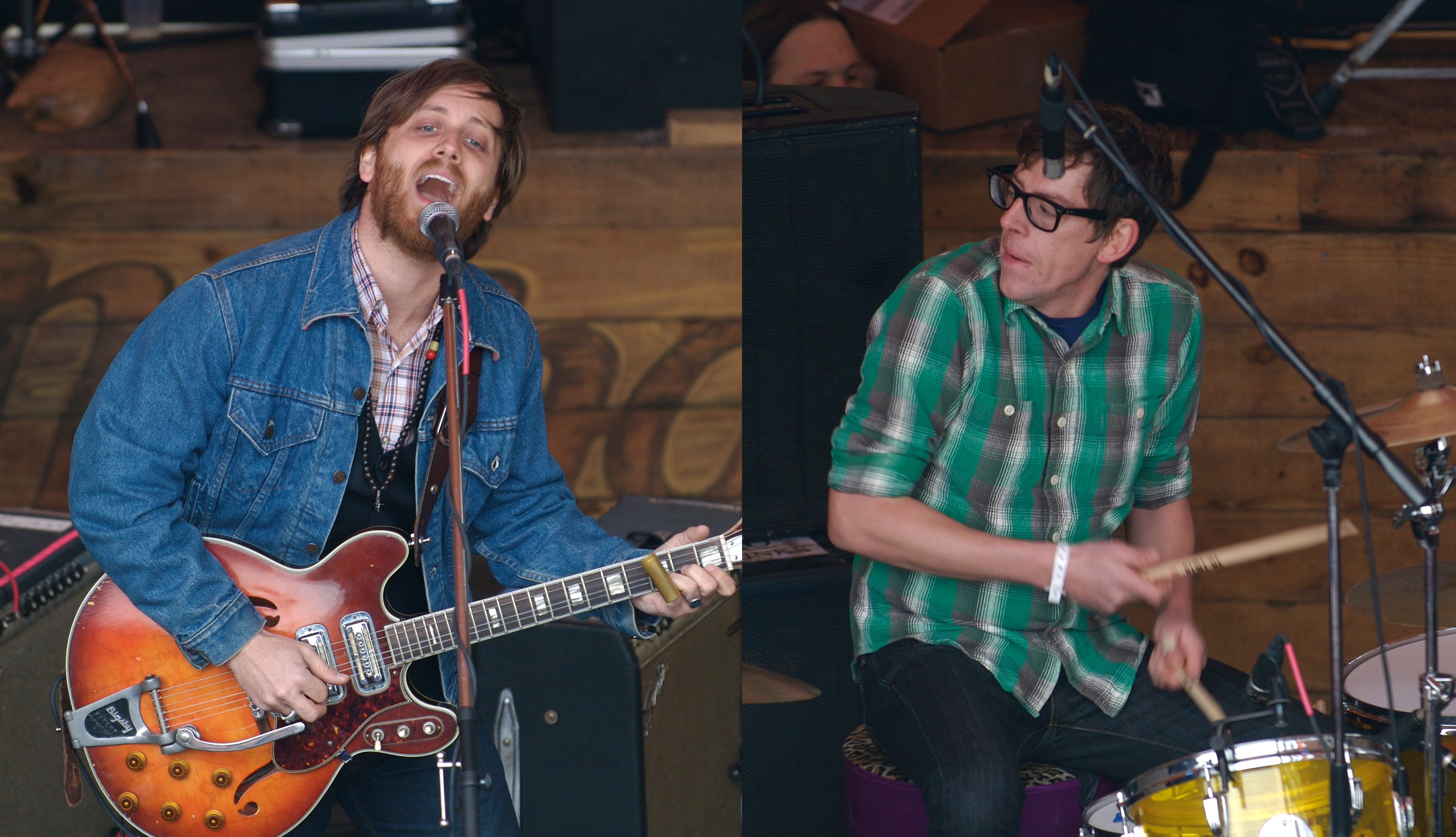
The Black Keys — лидеры секции рока

  - «We Take Care of Our Own» — Брюс Спрингстин

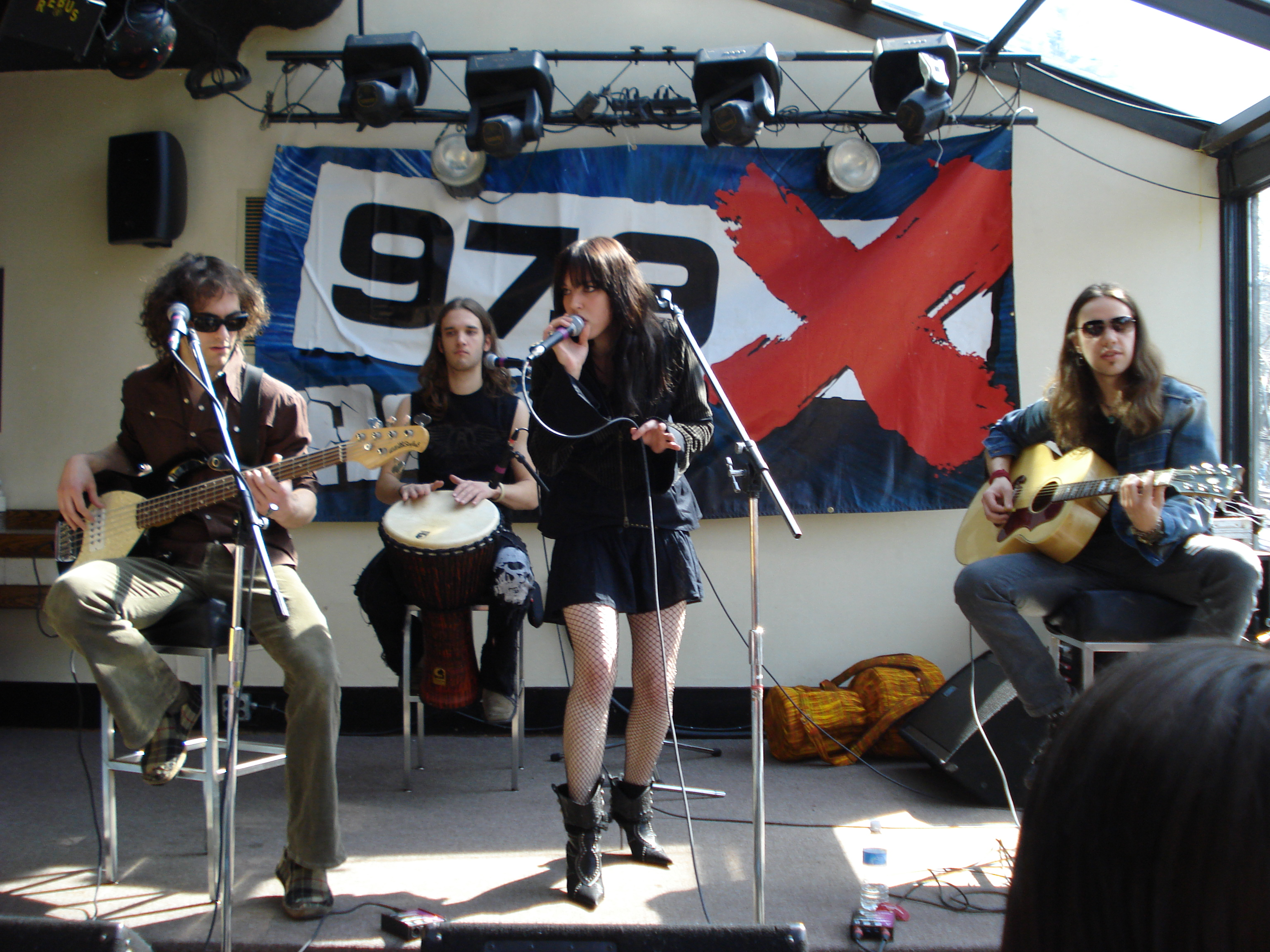
Группа Halestorm с солисткой Lzzy Hale, получившие премию Грэмми за Лучшее исполнение хард-рок/метал-композиции

Лучшее исполнение хард-рок/метал-композиции
- «Love Bites (So Do I)» — Halestorm
  - «I’m Alive» — Anthrax
  - «Blood Brothers» — Iron Maiden
  - «Ghost Walking» — Lamb of God
  - «No Reflection» — Marilyn Manson
  - «Whose Life (Is It Anyways?)» — Megadeth

Лучшая рок-песня
- «Lonely Boy»
 Дэн Ауэрбах, Брайан Бёртон и Патрик Карни, авторы (The Black Keys)
  - «Freedom at 21»
 Джек Уайт, автор (Джек Уайт)
  - «I Will Wait»
 Ted Dwane, Ben Lovett, Winston Marshall & Marcus Mumford, авторы (Mumford & Sons)
  - «Madness»
 Matthew Bellamy, автор (Muse)
  - «We Take Care of Our Own»
 Брюс Спрингстин, автор (Брюс Спрингстин)

Лучший рок-альбом
- El Camino — The Black Keys
  - Mylo Xyloto — Coldplay
  - The 2nd Law — Muse
  - Wrecking Ball — Брюс Спрингстин
  - Blunderbuss — Jack White

### Кантри

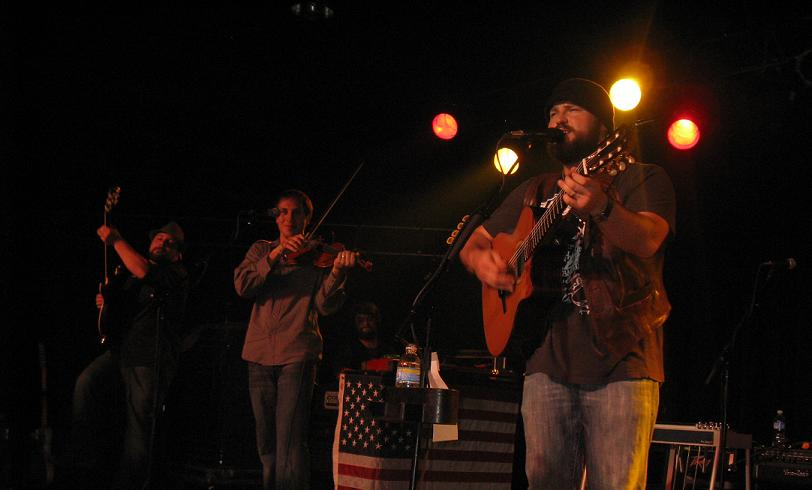
Zac Brown Band получили премию за лучший кантри-альбом

Лучшее сольное кантри-исполнение
- «Blown Away» — Кэрри Андервуд
  - «Home» — Диркс Бентли
  - «Springsteen» — Эрик Чёрч
  - «Cost of Livin'» — Ronnie Dunn
  - «Wanted» — Хантер Хейз
  - «Over» — Блейк Шелтон

Лучшее кантри-исполнение группой или дуэтом
- «Pontoon» — Little Big Town
  - «Even If It Breaks Your Heart» — Eli Young Band
  - «Safe & Sound» — Тейлор Свифт при участии The Civil Wars
  - «On The Outskirts Of Town» — The Time Jumpers
  - «I Just Come Here For The Music» — Don Williams при участии Элисон Краусс

Лучшая кантри-песня
«Blown Away»
- Josh Kear & Chris Tompkins, авторы (Кэрри Андервуд)
  - «Cost of Livin'»
    - Phillip Coleman & Ronnie Dunn, авторы (Ronnie Dunn)

  - «Even If It Breaks Your Heart»
    - Will Hoge & Eric Paslay, авторы (Eli Young Band)

  - «So You Don't Have to Love Me Anymore»
    - Jay Knowles & Adam Wright, авторы (Алан Джексон)

  - «Springsteen»
    - Эрик Чёрч, Jeff Hyde & Ryan Tyndell, авторы (Eric Church)

Лучший кантри-альбом
- Uncaged — Zac Brown Band
  - Hunter Hayes — Хантер Хейз
  - Living for a Song: A Tribute to Hank Cochran — Джейми Джонсон
  - Four the Record — Миранда Ламберт
  - The Time Jumpers — The Time Jumpers

### Нью-эйдж
Лучший нью-эйдж-альбом
- Echoes of Love — Omar Akram
  - Live Ananda — Кришна Дас
  - Bindu — Michael Brant DeMaria
  - Deep Alpha — Steven Halpern
  - Light Body — Peter Kater
  - Troubadours on the Rhine — Лорина Маккеннитт

### Альтернативная музыка
Лучший альтернативный альбом
- Making Mirrors — Gotye
- The Idler Wheel Is Wiser Than the Driver of the Screw and Whipping Cords Will Serve You More Than Ropes Will Ever Do — Fiona Apple
- Biophilia — Бьорк
- Hurry Up, We're Dreaming — M83
- Bad as Me — Том Уэйтс

### R&B
Лучшее R&B-исполнение
- «Climax» — Ашер
  - «Thank You» — Эстель
  - «Gonna Be Alright (F.T.B.)» — Robert Glasper Experiment при участии Ledisi
  - «I Want You» — Luke James
  - «Adorn» — Мигель

Лучшее вокальное исполнение традиционного R&B
- «Love on Top» — Бейонсе

Лучший альбом в жанре современной городской музыки
- Channel Orange — Фрэнк Оушен

Лучшая R&B-песня
- «Adorn» — Мигель Хонтель Пиментель

Лучший R&B-альбом
- Black Radio — Роберт Гласпер

### Рэп
Лучшее рэп-исполнение
«Ni**as in Paris» — Jay-Z & Канье Уэст
- «HYFR (Hell Ya F***ing Right)» — Дрейк при участии Lil Wayne
- «Daughters» — Nas
- «Mercy» — Канье Уэст при участии Big Sean, Pusha T & 2 Chainz
- «I Do» — Young Jeezy при участии Jay-Z & André 3000

Лучшая рэп-песня
«Ni**as In Paris»
- Jay-Z, Mike Dean, Hit-Boy[14] & Канье Уэст, автор (W.A. Donaldson) (Jay-Z & Kanye West)
  - «Daughters»
    - Nas & Ernest Wilson, авторы (Patrick Adams, Gary DeCarlo, Dale Frashuer & Paul Leka) (Nas)

  - «Lotus Flower Bomb»
    - Wale, S. Joseph Dew, Jerrin Howard, Walker Johnson & Miguel Jontel Pimentel, автор (Wale Featuring Miguel)

  - «Mercy»
    - Sean Anderson, Tauheed Epps, Stephan Taft, James Thomas, Terrence Thornton & Канье Уэст, авторы (Denzie Beagle, Winston Riley & Reggie Williams) (Kanye West featuring Big Sean, Pusha T & 2 Chainz)

  - «The Motto»
    - Lil Wayne, Aubrey Graham & Tyler Williams, авторы (Drake Featuring Lil' Wayne)

  - «Young, Wild & Free»
    - Snoop Dogg, Chris Brody Brown, Philip Lawrence, Ari Levine, Peter Hernandez & Cameron Thomaz, авторы (T. Bluechel, M. Borrow, T. Griffin, K. Jackson, N. Lee & M. Newman) (Wiz Khalifa & Snoop Dogg featuring Bruno Mars)

Лучший рэп-альбом
Take Care — Drake
- Food & Liquor II: The Great American Rap Album. Pt. 1 — Лупе Фиаско
- Life Is Good — Nas
- Undun — The Roots
- God Forgives, I Don't — Рик Росс
- Based on a T.R.U. Story — 2 Chainz

### Госпел
Лучший госпел-альбом
- Gravity — Lecrae
  - Identity — James Fortune
  - Jesus at the Center: Live — Israel & New Breed
  - I Win — Marvin Sapp
  - Worship Soul — Anita Wilson

Лучший альбом современной христианской музыки
- Eye on It — TobyMac
  - Come to the Well — Casting Crowns
  - Where I Find You — Kari Jobe
  - Gold — Britt Nicole
  - Into the Light — Matthew West

### Классическая музыка
Лучшее оркестровое исполнение

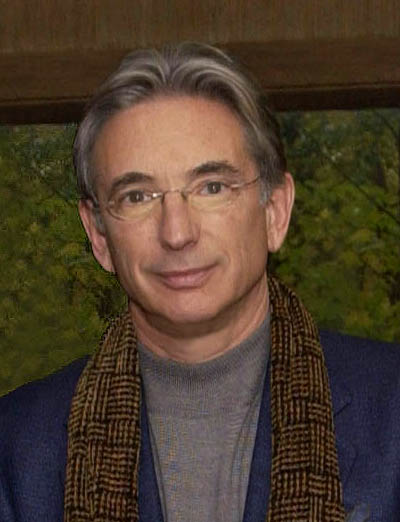
Дирижёр Майкл Тилсон Томас, получивший премию Грэмми за Лучшее оркестровое исполнение

- «Джон К. Адамс: Harmonielehre & Short Ride In A Fast Machine»
 Майкл Тилсон Томас, дирижёр (Симфонический оркестр Сан-Франциско)
  - «Малер: Симфония № 1»
 Иван Фишер, дирижёр (Будапештский фестивальный оркестр)
  - «Music For A Time Of War»
 Карлос Кальмар, дирижёр (Орегонский симфонический оркестр[англ.])
  - «Рахманинов: Симфонические танцы»
 Валерий Гергиев, дирижёр (Лондонский симфонический оркестр)
  - «Сибелиус: Симфонии № 2 и 5»
 Осмо Вянскя, дирижёр (Оркестр Миннесоты)

Лучшая оперная запись
- «Вагнер: Кольцо нибелунга»
 Джеймс Ливайн & Фабио Луизи, дирижёры; Ханс-Петер Кёниг, Джей Хантер Моррис[англ.], Брин Терфель & Дебора Войт[англ.]; Джей Дэвид Сакс, продюсер (хор и оркестр Метрополитен-опера)
  - «Берг: Лулу»
 Михаэль Бодер[нем.], дирижёр; Пол Гровс[англ.], Эшли Холланд, Julia Juon & Патрисия Пётибон; Йоханнес Мюллер, продюсер (Symphony Orchestra Of The Gran Teatre Del Liceu)
  - «Гендель: Агриппина»
 Рене Якобс, дирижёр; Marcos Fink, Sunhae Im, Bejun Mehta, Alexandrina Pendatchanska & Jennifer Rivera (Akademie Für Alte Musik Berlin)
  - «Игорь Стравинский: Похождения повесы»
 Владимир Юровский, дирижёр; Topi Lehtipuu, Miah Persson & Matthew Rose; Johannes Müller, продюсер (London Philharmonic Orchestra; Glyndebourne Chorus)
  - «Вивальди: Teuzzone»
 Жорди Саваль, дирижёр; Delphine Galou, Paolo Lopez, Roberta Mameli, Raffaella Milanesi & Furio Zanasi (Le Concert Des Nations)

Лучшее хоровое исполнение
- «Life & Breath — Choral Works By René Clausen»
 Charles Bruffy, дирижёр (Matthew Gladden, Lindsey Lang, Rebecca Lloyd, Sarah Tannehill & Pamela Williamson; Kansas City Chorale)
  - «Гендель: Israel In Egypt»
 Julian Wachner, дирижёр (Trinity Baroque Orchestra; Trinity Choir Wall Street)
  - «Лигети: Requiem; Apparitions; San Francisco Polyphony»
 Петер Этвёш, дирижёр (Барбара Ханниган & Susan Parry; WDR Sinfonieorchester Köln; SWR Vokalensemble Stuttgart & WDR Rundfunkchor Köln)
  - «The Nightingale»
 Stephen Layton, дирижёр (Михала Петри; Danish National Vocal Ensemble)
  - «Striggio: Mass For 40 & 60 Voices»
 Эрве Нике, дирижёр (Le Concert Spirituel)

Лучшее исполнение небольшим ансамблем
- «Meanwhile» — Eighth Blackbird
  - «Americana» — Modern Mandolin Quartet
  - «Mind Meld» — ZOFO Duet
  - «Profanes Et Sacrées» — Boston Symphony Chamber Players
  - «Rupa-Khandha» — Los Angeles Percussion Quartet

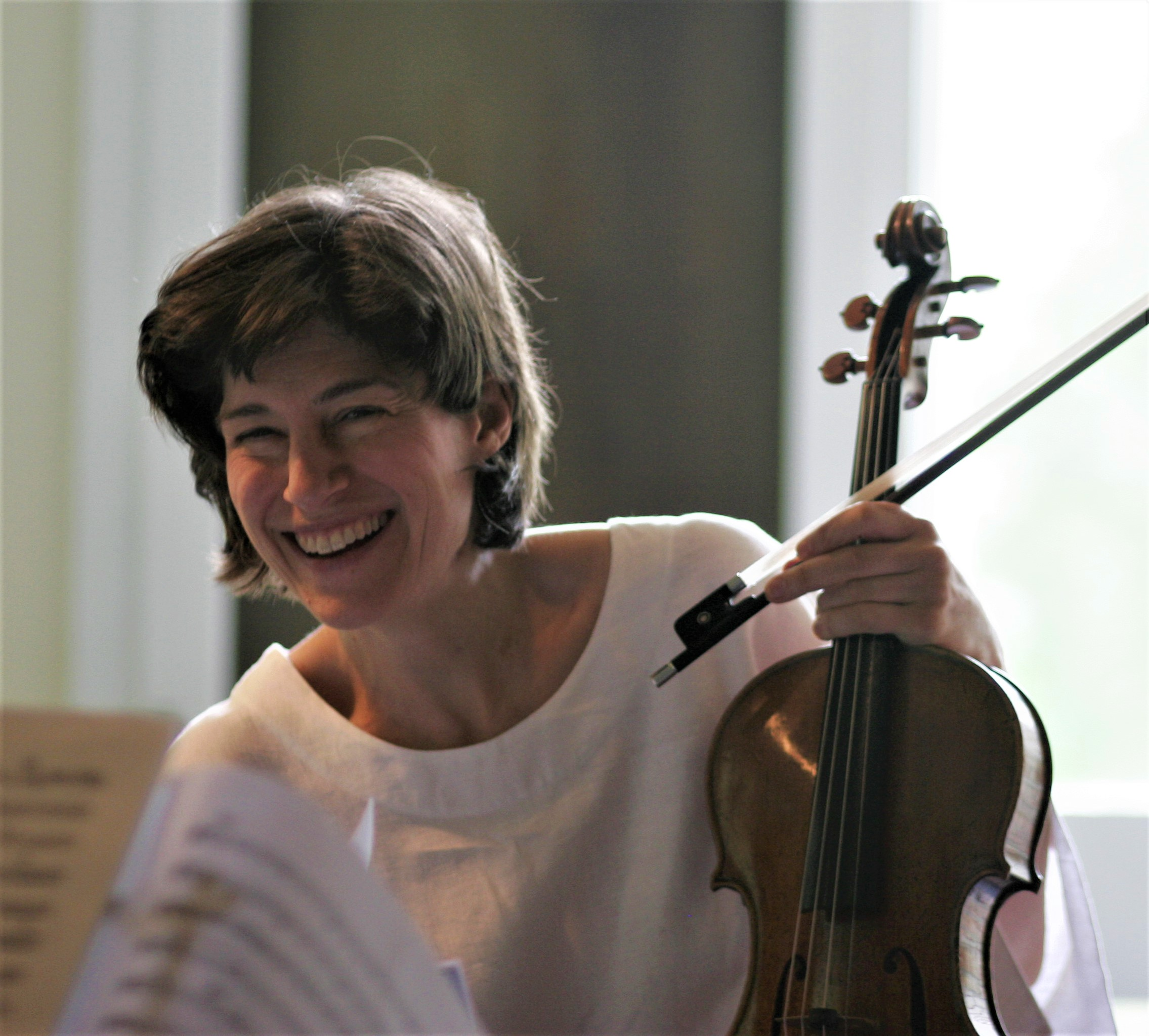
Американская альтистка Ким Кашкашьян, получившая Грэмми за Лучшее классическое инструментальное сольное исполнение

Лучшее классическое инструментальное сольное исполнение
- «Куртаг и Лигети: Music For Viola»
 Ким Кашкашьян
  - «Бах: Хорошо темперированный клавир»
 Андраш Шифф
  - «The Complete Harpsichord Works Of Rameau»
 Jory Vinikour
  - «Галь и Элгар: Виолончельные концерты»
 Клаудио Крус[порт.], дирижёр; Антониу Менезис (Северная симфония)
  - «Густав Холст: Планеты»

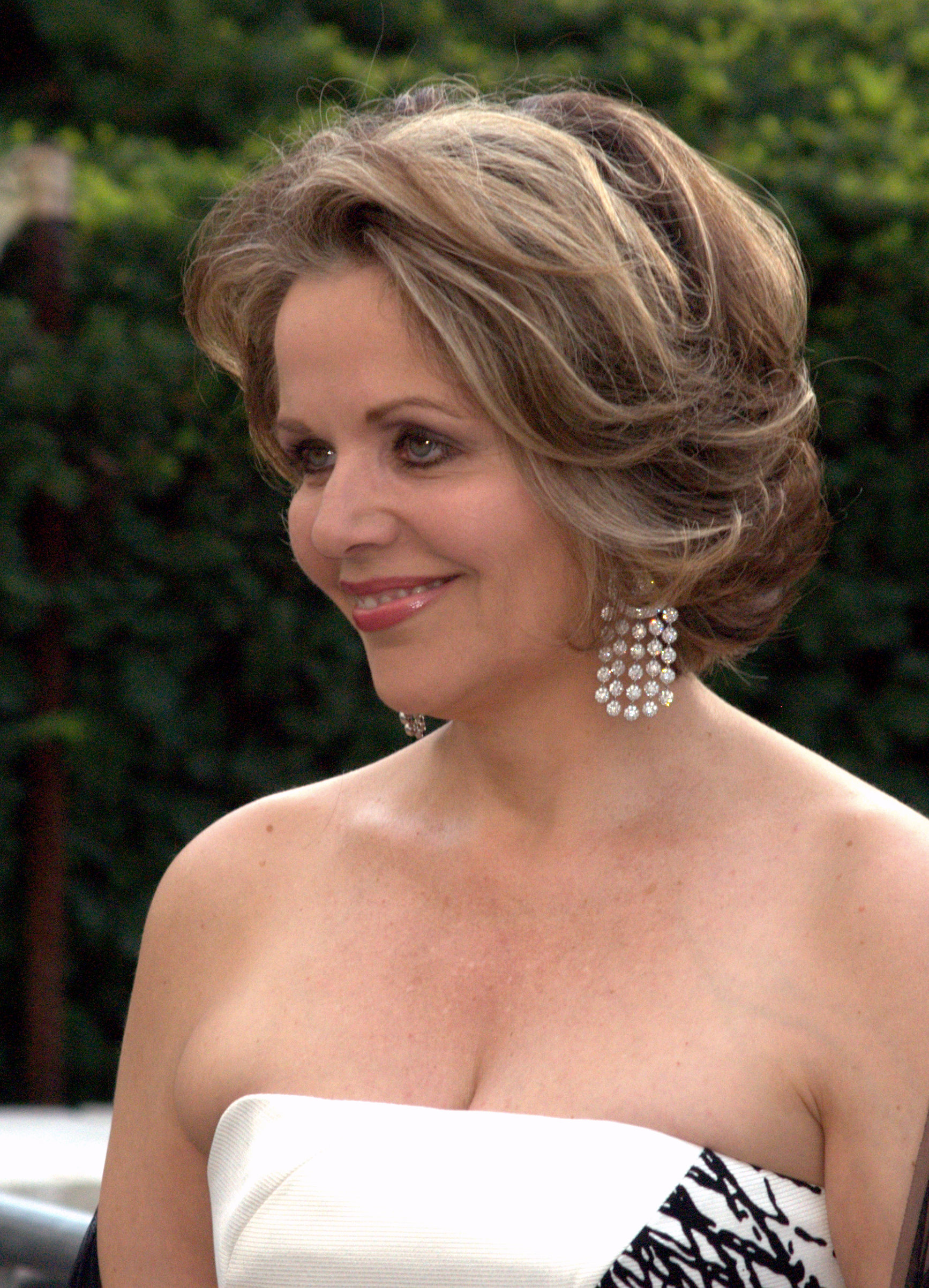
Оперная певица Рене Флеминг, получившая Грэмми за Лучшее классическое вокальное сольное исполнение

 Хансйорг Альбрехт[нем.]

Лучшее классическое вокальное сольное исполнение
- «Poèmes»
 Рене Флеминг (Алан Гилберт & Сэйдзи Одзава; Национальный оркестр Франции & Филармонический оркестр Радио Франции)
  - «Дебюсси: Clair De Lune»
 Натали Дессей (Henri Chalet; Philippe Cassard, Karine Deshayes & Catherine Michel; Le Jeune Coeur De Paris)
  - «Homecoming — Kansas City Symphony Presents Joyce DiDonato»
 Joyce DiDonato (Майкл Стерн; Kansas City Symphony)
  - «Paris Days, Berlin Nights»
 Уте Лемпер (Stefan Malzew & Vogler Quartet)
  - «Sogno Barocco»
 Анне Софи фон Оттер (Леноардо Гариа Аларсон[исп.] Leonardo García Alarcón; Сандрин Пьо & Susanna Sundberg; Ensemble Cappella Mediterranea)

Best Classical Compendium
- Пендерецкий: Fonogrammi; Horn Concerto; Partita; The Awakening Of Jacob; Anaklasis
 Antoni Wit, дирижёр; Aleksandra Nagórko & Andrzej Sasin, продюсеры
  - Гарри Парч: Bitter Music
 Partch, ensemble; John Schneider, producer
  - Une Fête Baroque
 Эммануэль Аим, дирижёр; Daniel Zalay, продюсер

Лучшая современная классическая композиция
- «Meanwhile — Incidental Music To Imaginary Puppet Plays»
 Stephen Hartke, композитор (Eighth Blackbird)
  - «Inura For Voices, Strings & Percussion»
 Таня Леон, композитор (Tania León, Son Sonora Voices, DanceBrazil Percussion & Son Sonora Ensemble)
  - «The Nightingale»
 Угис Праулиньш, композитор (Stephen Layton, Михала Петри & Danish National Vocal Ensemble)
  - «Cello Concerto No. 2 'Towards The Horizon'»
 Эйноюхани Раутавараа, композитор (Трульс Мёрк, Юн Стургордс & Хельсинкский филармонический оркестр)
  - «August 4, 1964»
 Steven Stucky, композитор; Gene Scheer, либреттист (Яп ванЗведен, Далласский симфонический хор и оркестр)

### Музыкальное видео
Лучшее короткое музыкальное видео

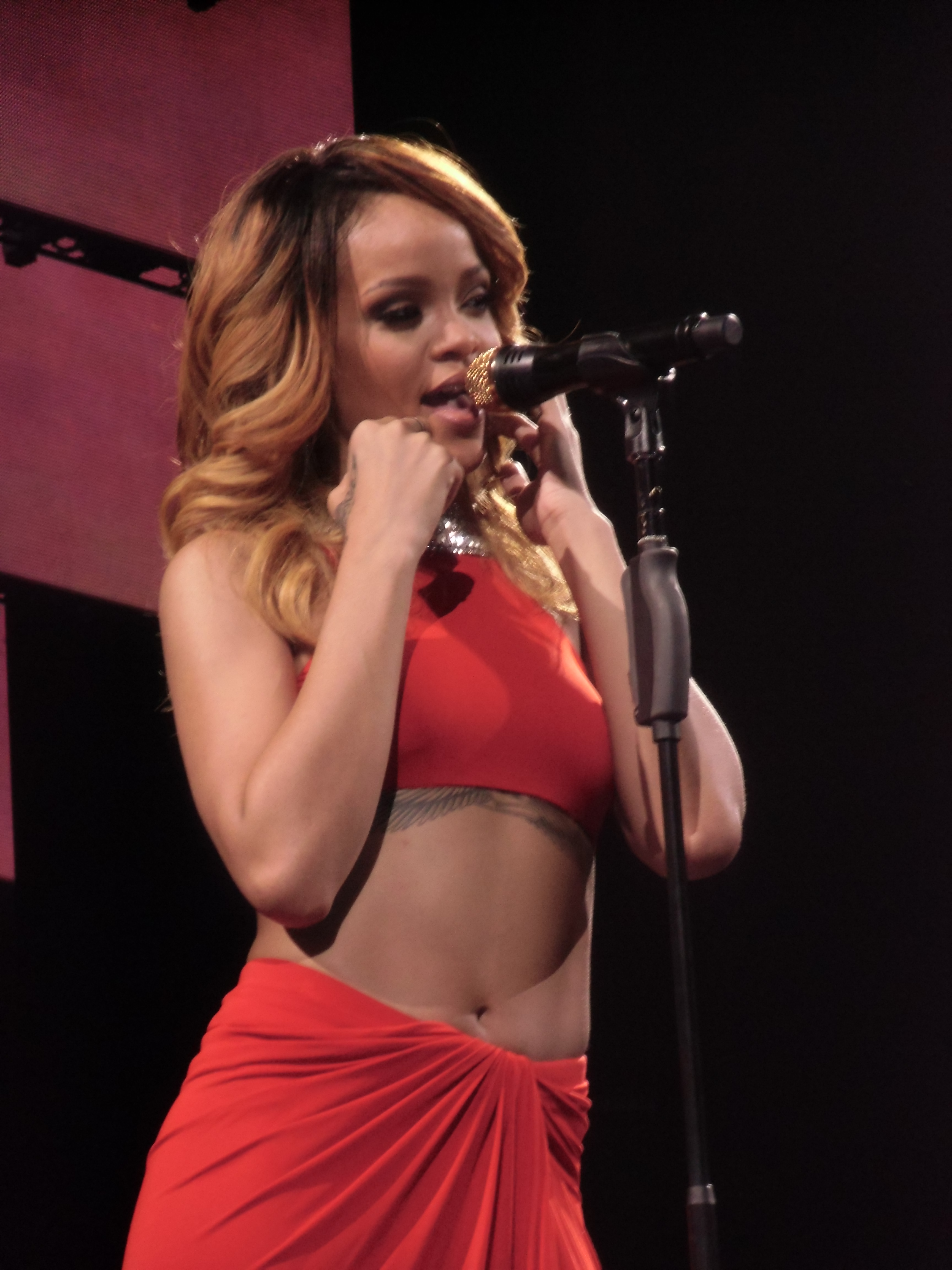
Рианна, получившая Грэмми за Лучшее короткое музыкальное видео

- «We Found Love» — Рианна при участии Кельвина Харриса 
Melina Matsoukas, режиссёр; Juliette Larthe & Ben Sullivan, продюсеры
  - «Houdini» — Foster the People 
Daniels, режиссёр; Gaetano Crupi, продюсер
  - «No Church in the Wild» — Jay-Z & Kanye West featuring Frank Ocean & The-Dream 
Romain Gavras, режиссёр; Mourad Belkeddan, продюсер
  - «Bad Girls» — M.I.A. 
Romain Gavras, режиссёр; Romain Gavras, продюсер
  - «Run Boy Run» — Woodkid 
Yoann Lemoine, режиссёр; Roman Pichon, продюсер

Лучшее длинное музыкальное видео
- Big Easy Express — Mumford & Sons, Edward Sharpe, Magnetic Zeros & Old Crow Medicine Show 
Emmett Malloy, режиссёр; Bryan Ling, Mike Luba & Tim Lynch, продюсеры
  - Bring Me Home: Live 2011 — Sade 
Sophie Muller, режиссёр; Roger Davies, Grant Jue & Sophie Muller, продюсеры
  - Radio Music Society — Эсперанса Сполдинг 
Pilar Sanz, режиссёр; Esperanza Spalding, продюсер
  - Get Along — Tegan and Sara 
Salazar, режиссёр; Nick Blasko, Piers Henwood, Sara Quin & Tegan Quin, продюсеры
  - From the Sky Down — U2 
Davis Guggenheim, режиссёр; Belisa Balaban, Brian Celler, Davis Guggenheim & Ted Skillman, продюсеры

### Музыка для визуальных медиа
Best Compilation Soundtrack for Visual Media
- Midnight in Paris — Various Artists
- The Descendants — Various Artists
- Marley — Bob Marley & The Wailers
- The Muppets — Various Artists
- Rock of Ages — Various Artists

Best Score Soundtrack for Visual Media
- The Girl with the Dragon Tattoo — Trent Reznor & Atticus Ross, composers
- The Adventures of Tintin: The Secret of the Unicorn — John Williams, composer
- The Artist — Ludovic Bource, composer
- The Dark Knight Rises — Hans Zimmer, composer
- Hugo — Howard Shore, composer
- Journey — Austin Wintory, composer

Best Song Written for Visual Media
- «Safe & Sound» (from The Hunger Games)
- T Bone Burnett, Taylor Swift, John Paul White & Joy Williams, songwriters (Taylor Swift & The Civil Wars)
  - «Abraham’s Daughter» (from The Hunger Games)
    - T Bone Burnett, Win Butler & Régine Chassagne, songwriters (Arcade Fire)

  - «Learn Me Right» (from Brave)
    - Mumford & Sons, songwriters (Birdy & Mumford & Sons)

  - «Let Me Be Your Star» (from Smash)
    - Marc Shaiman & Scott Wittman, songwriters (Katharine McPhee & Megan Hilty)

  - «Man or Muppet» (from The Muppets)
    - Bret McKenzie, songwriter (Jason Segel & Walter)

## Анализ
Российский музыкальный журналист Борис Барабанов выразил удивление номинациями этого года, в которых была продемонстрирована «невиданная прежде близость вкусов американской Академии звукозаписи и предпочтений прессы и меломанов». По его словам, академики в своём выборе «повернулись лицом к передовикам музыкального производства». В частности им был отмечен номинированный певец и автор песен Фрэнк Оушен, чей альбом Channel Orange вошёл в списки лучших пластинок года во многих авторитетных изданиях.